# Ефект метелика (франшиза)
«Ефект метелика» — трилогія фільмів 2004, 2006 та 2009 років, яка розповідає про людей, що внаслідок психічних відхилень здатні подорожувати в часі, вселяючись у своє власне тіло, але іншого віку. Герої намагаються в минулому виправити якісь події в майбутньому, але через ефект метелика ці зміни мають непередбачувані наслідки.

## Список фільмі
| Рік  | Назва                        | Оригінальна назва                   | Режисер                     | Сценарист                   | Виконавець головної ролі | Критика         | Критика    |
| ---- | ---------------------------- | ----------------------------------- | --------------------------- | --------------------------- | ------------------------ | --------------- | ---------- |
| Рік  | Назва                        | Оригінальна назва                   | Режисер                     | Сценарист                   | Виконавець головної ролі | Rotten Tomatoes | Metacritic |
| 2004 | Ефект метелика               | The Butterfly Effect                | Ерік Бресс, Дж. Макі Грубер | Ерік Бресс, Дж. Макі Грубер | Ештон Кутчер             | 24 %            | 30         |
| 2006 | Ефект метелика 2             | The Butterfly Effect 2              | Джон Леонетті               | Майкл Д. Вайс               | Ерік Лайвлі              | -               |            |
| 2009 | Ефект метелика 3: Одкровення | The Butterfly Effect 3: Revelations | Сет Гросмен                 | Голлі Брікс                 | Кріс Кармак              | -               |            |

## Ефект метелика в масовій культурі
Концепція «ефекту метелика» як явище в теорії хаосу, за якого незначна зміна обставин може спричинити значну зміну результату, була широко прийнята популярною культурою та стала загальним афоризмом. Метафору метелика приписують оповіданню Рея Бредбері «Гуркіт грому» 1952 року.
Окрім фільмів 2004, 2006 та 2009 років, назва «Ефект метелика» використовується й в інших творах.
- «Ефект метелика» (ісп. El efecto mariposa; фр. L'effet papillon) — іспано-французька романтична комедія 1995 року[11]
- «Ефект метелика» (англ. The Butterfly Effect) — другий епізод третього сезону телесеріалу «Герої», який вийшов 22 вересня 2008 року[12]
- «Ефект метелика. Частина 1» та «Ефект метелика. Частина 2» — назви двох перших епізодів 4-го сезону телесеріалу «Потворна Бетті» (англ. Ugly Betty), які вийшли 16 жовтня 2009 року[13][14]
- «Ефект метелика» (англ. Butterfly Effect) — назва 12-го епізоду телесеріалу «Незабутнє», який вийшов 3 січня 2012 року[15]
- «Ефект метелика» (англ. Butterfly Effect) — назва 13-го епізоду мультсеріалу «Гучний дім», який вийшов 30 травня 2016 року[16]